# Holenderscy posłowie do Parlamentu Europejskiego 1989–1994
Holenderscy posłowie III kadencji do Parlamentu Europejskiego zostali wybrani w wyborach przeprowadzonych 15 czerwca 1989.

## Lista posłów
Wybrani z listy Apelu Chrześcijańsko-Demokratycznego (CDA)
- Bouke Beumer
- Pam Cornelissen
- Jim Janssen van Raaij
- Ria Oomen-Ruijten
- Arie Oostlander
- Karla Peijs
- Jean Penders
- Bartho Pronk, poseł do PE od 16 listopada 1989
- Jan Sonneveld
- Maxime Verhagen

Wybrani z listy Partii Pracy (PvdA)
- Mathilde van den Brink, poseł do PE od 16 listopada 1989
- Annemarie Goedmakers, poseł do PE od 16 listopada 1989
- Alman Metten
- Hemmo Muntingh
- Maartje van Putten
- Wim van Velzen
- Ben Visser
- Eisso Woltjer

Wybrani z listy Partii Ludowej na rzecz Wolności i Demokracji (VVD)
- Gijs de Vries
- Jessica Larive
- Florus Wijsenbeek

Wybrani z listy Regenboog
- Nel van Dijk
- Herman Verbeek

Wybrany z listy Demokraci 66
- Jan-Willem Bertens

Wybrany z listy RPF, GPV i SGP
- Leen van der Waal

Byli posłowie III kadencji do PE
- Hanja Maij-Weggen (CDA), do 7 listopada 1989
- Hedy d’Ancona (PvdA), do 7 listopada 1989
- Piet Dankert (PvdA), do 7 listopada 1989